# Ethiopian-Airlines-Flug 702
Der Ethiopian Airlines Flug ET702 war ein Flug der Ethiopian Airlines mit dem Kennzeichen ET-AMF mit einer Boeing 767-300, der am 17. Februar 2014 mit der Androhung von Gewalt auf dem Flug von Addis Abeba nach Rom von Copilot Hailemedhin Abera Tegegn entführt wurde. Das Flugzeug flog daraufhin am Ziel Rom vorbei weiter nach Genf. Es wurden keine Personen verletzt und das Flugzeug blieb unbeschädigt, nachdem der Copilot offensichtlich die Kontrolle über das Flugzeug übernommen hatte, indem er sich im Cockpit eingeschlossen hatte, als der Kapitän zur Toilette gegangen war. Der Copilot selbst informierte die Behörden über die Entführung des Flugzeugs. Er drohte das Flugzeug abstürzen zu lassen, falls der Kapitän nicht aufhören sollte, die Tür des Cockpits aufzubrechen. Sein Ziel war es, in der Schweiz politisches Asyl zu beantragen. Der Copilot liess sich nach der Landung ohne Widerstand festnehmen, nachdem er aus dem Cockpitfenster geklettert war. Das Flugzeug war nach dem Abweichen vom Flugplan von zwei Eurofightern der Aeronautica Militare begleitet worden. Der Bruder des Entführers gab in einem Interview an, dass sein Bruder weder politisch verfolgt noch arm sei, sondern an Verfolgungswahn leide.
Das entführte Flugzeug wurde gemäss internationalen Übereinkommen von französischen und italienischen Kampfflugzeugen eskortiert. Der Schweizer Luftraum wurde bis zum Endanflug nicht überflogen.
Von nationalen und internationalen Medien wurde angemerkt, dass der Jetbetrieb der Luftwaffe nur wochentags zu Bürozeiten einsatzbereit sei. Eine bereits seit 2010 hängige Motion hatte den (aus Geldmangel gestoppten) Ausbau der Flugbetriebszeiten gefordert und die Parlamentarier diskutierten nach dem Vorfall erneut über die Prioritäten der Armee. Im Jahr 2016 wurde die Zeit wochentags verlängert, im 2017 kamen die Wochenenden dazu und ab dem 1. Januar 2019 wurde plangemäss die Zeit auf 6 bis 22 Uhr ausgeweitet. Am 31. Dezember 2020 erfolgte der Ausbau auf 24 Stunden während 365 Tagen.

## Strafverfolgung
Ein äthiopisches Gericht verurteilte den Entführer wegen Luftpiraterie in Abwesenheit zu 19½ Jahren Gefängnis. Die Schweizer Behörden hatten eine Auslieferung abgelehnt. 2015 ergab ein psychiatrisches Gutachten, dass er zum Zeitpunkt der Entführung nicht urteilsfähig war. Er war zunächst in der geschlossenen Psychiatrie, danach im Gefängnis. Dort verblieb er, bis am 9. Mai 2016 das Bundesstrafgericht nach einer Verhandlung über die Tatbestände Freiheitsberaubung, Entführung und Störung des öffentlichen Verkehrs eine stationäre therapeutische Massnahme anordnete.